# Unione Sportiva Avellino 1912 2024-2025
Questa voce raccoglie le informazioni riguardanti l'Unione Sportiva Avellino 1912 nelle competizioni ufficiali della stagione 2024-2025.

## Divise e sponsor
Per la sesta stagione consecutiva lo sponsor tecnico è Magma, mentre gli sponsor ufficiali sono Cosmopol, Gruppo Marinelli e Soft Technology.
| Casa | Trasferta | Terza divisa |

## Organigramma societario
Area direttiva
- Presidente: Angelo Antonio D'Agostino
- Amministratore Unico: Giovanni D'Agostino
- Amministratore Delegato: Paola Luciano
- Segretario Generale: Tommaso Aloisi

Area operativa, comunicazione e marketing
- Responsabile Ufficio Stampa: Alfonso D’Acierno
- SLO & Biglietteria: Giuseppe Musto
- Marketing & Servizi Amministrativi: Seven Service S.r.l.
- Delegato Gestione Evento: Marciano D’Avino
- Vice Delegato Gestione Evento: Pietro Luigi Cristofano
- Disability Access Officer: Francesco Musto

Area sportiva
- Direttore Area Tecnica: Giorgio Perinetti, poi Giovanni D'Agostino
- Direttore Sportivo: Luigi Condò, poi Mario Aiello
- Responsabile Area Scouting: Pierfrancesco Strano, poi carica vacante
- Scouting: Mario Aiello
- Team Manager: Antonio Moscaritolo

Settore Giovanile
- Responsabile: Giuliano Capobianco
- Segretario: Alessandro Guarino
- Medico Sociale: Luigi Napolitano
- Coach Alimentare: Giuseppe Pasquariello

Area tecnica
- Allenatore: Michele Pazienza, poi Raffaele Biancolino
- Allenatore in seconda: Antonio La Porta, poi Dario Rossi
- Preparatore dei Portieri: Claudio Rapacioli, poi Pasquale Visconti
- Preparatore Atletico: Luigi Gennarelli
- Preparatore Atletico: Leandro Zoila, poi Fabio Esposito
- Match Analyst: Francesco Evangelisti
- Collaboratori Tecnici: Vincenzo Riccio, Ciro Santangelo

Area sanitaria
- Responsabile Sanitario: Andrea Massa
- Medici Sociali: Carmine Blasi, Enrico D'Andrea, Luigi Napolitano
- Fisioterapisti: Antonello Di Capua, Pasquale Maglio
- Massaggiatore: Alessandro Picariello
- Nutrizionista: Angelo Luca Ruzza
- Oculista: Cristian Pollio
- Resp. del Magazzino: Antonio De Luca

## Rosa
| N. |                     | Ruolo | Calciatore                      |
| -- | ------------------- | ----- | ------------------------------- |
| 1  | Italia (bandiera)   | P     | Antony Iannarilli               |
| 2  | Italia (bandiera)   | D     | Gianmarco Todisco               |
| 3  | Italia (bandiera)   | D     | Damiano Cancellieri             |
| 4  | Italia (bandiera)   | C     | Antonio De Cristofaro           |
| 5  | Italia (bandiera)   | D     | Michele Rigione (vice capitano) |
| 6  | Italia (bandiera)   | C     | Luca Palmiero                   |
| 7  | Italia (bandiera)   | C     | Michele D'Ausilio               |
| 8  | Italia (bandiera)   | C     | Michele Rocca                   |
| 9  | Italia (bandiera)   | A     | Cosimo Patierno                 |
| 10 | Italia (bandiera)   | A     | Raffaele Russo                  |
| 11 | Suriname (bandiera) | A     | Daishawn Redan                  |
| 12 | Italia (bandiera)   | P     | Luca Pizzella                   |
| 19 | Italia (bandiera)   | C     | Alessio Tribuzzi                |
| 20 | Norvegia (bandiera) | C     | Martin Palumbo                  |
| 21 | Italia (bandiera)   | C     | Marco Armellino (capitano)      |
| 22 | Italia (bandiera)   | P     | Mattia Guarnieri                |
| 23 | Italia (bandiera)   | C     | Daniel Sannipoli                |
| 23 | Italia (bandiera)   | D     | Andrea Cagnano                  |
| 24 | Grecia (bandiera)   | C     | Dimitrios Sounas                |
| 25 | Italia (bandiera)   | C     | Marco Toscano                   |
| 26 | Polonia (bandiera)  | D     | Thiago Cionek                   |
| 28 | Italia (bandiera)   | C     | Francesco Maisto                |
| 28 | Italia (bandiera)   | C     | Ugo De Salvo                    |

| N. |                      | Ruolo | Calciatore           |
| -- | -------------------- | ----- | -------------------- |
| 29 | Italia (bandiera)    | D     | Tommaso Cancellotti  |
| 32 | Argentina (bandiera) | A     | Facundo Lescano      |
| 33 | Italia (bandiera)    | D     | Simone Benedetti     |
| 35 | Italia (bandiera)    | A     | Gabriele Gori        |
| 35 | Polonia (bandiera)   | A     | Jan Żuberek          |
| 38 | Italia (bandiera)    | D     | Paolo Frascatore     |
| 50 | Italia (bandiera)    | C     | Pasquale De Michele  |
| 51 | Italia (bandiera)    | C     | Vincenzo Arzillo     |
| 52 | Italia (bandiera)    | D     | Donato Solaro        |
| 53 | Italia (bandiera)    | A     | Salvatore Fusco      |
| 55 | Germania (bandiera)  | C     | Noah Mutanda         |
| 56 | Italia (bandiera)    | D     | Patrick Enrici       |
| 57 | Italia (bandiera)    | A     | Alessandro Campanile |
| 60 | Argentina (bandiera) | D     | Manuel Llano         |
| 75 | Italia (bandiera)    | D     | Domenico Dachille    |
| 77 | Italia (bandiera)    | P     | Leonardo Marson      |
| 79 | Italia (bandiera)    | A     | Claudio Manzi        |
| 90 | Italia (bandiera)    | P     | Simone Della Porta   |
| 91 | Italia (bandiera)    | A     | Michele Vano         |
| 91 | Italia (bandiera)    | A     | Giuseppe Panico      |
| 94 | Italia (bandiera)    | D     | Daniele Liotti       |
|    | Italia (bandiera)    | D     | Ramzi Aya            |

## Calciomercato

### Sessione estiva(dall'1/7 al 30/8)
| Acquisti         | Acquisti            | Acquisti         | Acquisti      |
| R.               | Nome                | da               | Modalità      |
| ---------------- | ------------------- | ---------------- | ------------- |
| P                | Mattia Guarnieri    | KFA Austfjarda   | definitivo    |
| P                | Antony Iannarilli   | Ternana          | definitivo    |
| P                | Leonardo Marson     | Cosenza          | definitivo    |
| D                | Damiano Cancellieri | Perugia          | definitivo    |
| D                | Patrick Enrici      | Taranto          | definitivo    |
| C                | Dimitrios Sounas    | Catanzaro        | definitivo    |
| C                | Marco Toscano       | Casertana        | definitivo    |
| C                | Alessio Tribuzzi    | Crotone          | definitivo    |
| A                | Daishawn Redan      | Venezia          | definitivo    |
| A                | Michele Vano        | Monterosi Tuscia | definitivo    |
| Altre operazioni |                     |                  |               |
| R.               | Nome                | da               | Modalità      |
| P                | Manuel La Matta     | Napoli           | prestito      |
| D                | Ramzi Aya           | Casertana        | fine prestito |
| D                | Domenico Dachille   | Bari             | definitivo    |
| D                | Francesco Di Paola  | Gozzano          | fine prestito |
| D                | Matteo Di Paola     | Siracusa         | fine prestito |
| D                | Luca Falbo          | Brindisi         | fine prestito |
| C                | Felice D'Amico      | Fiorenzuola      | fine prestito |
| C                | Santo D'Angelo      | Crotone          | fine prestito |
| C                | Ugo De Salvo        | Cosenza          | definitivo    |
| C                | Francesco Maisto    | Potenza          | fine prestito |
| C                | Davide Mazzocco     | Latina           | fine prestito |
| C                | Agostino Rizzo      | Audace Cerignola | fine prestito |
| C                | Daniel Sannipoli    | Pineto           | fine prestito |
| C                | Leo Di Martino      | Pianese          | fine prestito |
| C                | Mattia Musto        | Portici          | fine prestito |

| Cessioni         | Cessioni              | Cessioni                | Cessioni                          |
| R.               | Nome                  | a                       | Modalità                          |
| ---------------- | --------------------- | ----------------------- | --------------------------------- |
| P                | Simone Ghidotti       | Como                    | fine prestito                     |
| P                | Pasquale Pane         | Team Altamura           | prestito                          |
| P                | Antonio Pizzella      | svincolato, poi Termoli | risoluzione contratto             |
| D                | Luca Falbo            | Rimini                  | definitivo                        |
| D                | Julian Illanes        | Carrarese               | obbligo di riscatto               |
| D                | Erasmo Mulè           | Pescara                 | prestito con diritto di riscatto  |
| D                | Manuel Ricciardi      | Cosenza                 | definitivo                        |
| D                | Fabio Tito            | Ternana                 | definitivo                        |
| C                | Jacopo Dall'Oglio     | svincolato, poi Reggina | risoluzione consensuale contratto |
| C                | Felice D'Amico        | Team Altamura           | definitivo                        |
| C                | Santo D'Angelo        | Campobasso              | prestito                          |
| C                | Francesco Maisto      | Gubbio                  | prestito                          |
| C                | Davide Mazzocco       | svincolato, poi Foggia  | risoluzione consensuale contratto |
| C                | Salvatore Pezzella    | Cavese                  | prestito                          |
| C                | Agostino Rizzo        | Cavese                  | definitivo                        |
| A                | Ignacio Lores Varela  | svincolato, poi Taranto | risoluzione consensuale contratto |
| A                | Salvatore Fusco       | Paganese                | prestito                          |
| A                | Michele Marconi       | svincolato, poi Alcione | risoluzione consensuale contratto |
| A                | Lorenzo Sgarbi        | Napoli                  | fine prestito                     |
| A                | Enis Tozaj            | svincolato              | fine contratto                    |
| Altre operazioni |                       |                         |                                   |
| R.               | Nome                  | a                       | Modalità                          |
| P                | Gerardo Iannaccone    | Ischia                  | definitivo                        |
| D                | Simone Accetta        | Gelbison                | prestito                          |
| D                | Stefano Codraro       | Folgore Caratese        | prestito                          |
| D                | Francesco Di Paola    | Puteolana               | prestito                          |
| D                | Matteo Di Paola       | Scafatese               | prestito                          |
| D                | Lucio Fucci           | Ischia                  | prestito                          |
| D                | Ciro Mundula          | Acerrana                | definitivo                        |
| D                | Daniels Nosegbe-Suško | Olaine                  | definitivo                        |
| C                | Leo Di Martino        | Ravenna                 | prestito                          |
| C                | Vincenzo Pio Di Maso  | Scafatese               | prestito                          |
| C                | Alessandro Esposito   | Ercolanese              | prestito                          |
| A                | Francesco Sacco       | Taranto                 | prestito                          |

### Sessione invernale(dal 2/1 al 3/2)
| Acquisti         | Acquisti             | Acquisti         | Acquisti                                          |
| R.               | Nome                 | da               | Modalità                                          |
| ---------------- | -------------------- | ---------------- | ------------------------------------------------- |
| D                | Andrea Cagnano       | Südtirol         | prestito con obbligo di riscatto (con condizioni) |
| D                | Claudio Manzi        | Entella          | definitivo                                        |
| D                | Gianmarco Todisco    | Sorrento         | definitivo                                        |
| C                | Martin Palumbo       | Juventus         | prestito con obbligo di riscatto (con condizioni) |
| A                | Facundo Lescano      | Trapani          | prestito con obbligo di riscatto                  |
| A                | Giuseppe Panico      | Carrarese        | prestito con obbligo di riscatto (con condizioni) |
| A                | Jan Żuberek          | Lecco, via Inter | prestito                                          |
| Altre operazioni |                      |                  |                                                   |
| R.               | Nome                 | da               | Modalità                                          |
| D                | Lucio Fucci          | Ischia           | fine prestito anticipato                          |
| D                | Erasmo Mulè          | Pescara          | fine prestito anticipato                          |
| D                | Alessio Piantedosi   | Sarnese          | definitivo                                        |
| D                | Leon Zeqiraj         | Sampdoria        | definitivo                                        |
| C                | Mamadou Diagne       | Sampdoria        | prestito con diritto di riscatto                  |
| C                | Vincenzo Pio Di Maso | Scafatese        | fine prestito anticipato                          |
| C                | Leo Di Martino       | Ravenna          | fine prestito anticipato                          |
| C                | Alessandro Esposito  | Ercolanese       | fine prestito anticipato                          |
| C                | Gianmarco Fiorletta  | Frosinone        | definitivo                                        |
| C                | Francesco Piscopo    | Sant'Anastasia   | definitivo                                        |
| A                | Salvatore Fusco      | Paganese         | fine prestito anticipato                          |
| A                | Francesco Sacco      | Taranto          | fine prestito anticipato                          |

| Cessioni         | Cessioni             | Cessioni           | Cessioni                         |
| R.               | Nome                 | a                  | Modalità                         |
| ---------------- | -------------------- | ------------------ | -------------------------------- |
| D                | Simone Benedetti     | Lucchese           | definitivo                       |
| D                | Damiano Cancellieri  | Triestina          | prestito                         |
| D                | Daniele Liotti       | Trapani            | definitivo                       |
| D                | Manuel Llano         | Casertana          | definitivo                       |
| D                | Erasmo Mulè          | Trapani            | prestito con diritto di riscatto |
| C                | Daniel Sannipoli     | Cavese             | prestito                         |
| C                | Marco Toscano        | Trapani            | prestito                         |
| A                | Daishawn Redan       | Beerschot VA       | prestito con diritto di riscatto |
| A                | Gabriele Gori        | Südtirol           | prestito con diritto di riscatto |
| A                | Michele Vano         | Casertana          | definitivo                       |
| Altre operazioni |                      |                    |                                  |
| R.               | Nome                 | a                  | Modalità                         |
| P                | Manuel la Matta      | Napoli             | fine prestito anticipato         |
| D                | Lucio Fucci          | Real Normanna      | prestito                         |
| D                | Jacopo Stano         | Sora               | definitivo                       |
| C                | Leo Di Martino       | Civitanovese       | prestito                         |
| C                | Vincenzo Pio Di Maso | Puteolana          | prestito                         |
| C                | Alessandro Esposito  | Sant'Antonio Abate | prestito                         |
| C                | Francesco Piscopo    | Sant'Anastasia     | definitivo                       |
| A                | Francis Gomis        | Juve Stabia        | definitivo                       |
| A                | Gerardo Napolitano   | Sant'Anastasia     | definitivo                       |
| A                | Francesco Sacco      | Taranto            | prestito                         |

### Operazioni successive
| Acquisti | Acquisti | Acquisti | Acquisti |
| R.       | Nome     | da       | Modalità |
| -------- | -------- | -------- | -------- |

| Cessioni | Cessioni  | Cessioni   | Cessioni                          |
| R.       | Nome      | a          | Modalità                          |
| -------- | --------- | ---------- | --------------------------------- |
| D        | Ramzi Aya | svincolato | risoluzione consensuale contratto |

## Risultati

### Serie C

#### Girone di andata
| Arbitro: | Turrini (Firenze) |

|                                              |           |            |
| Pagliai 65’ Volpicelli 76’, 87’ Vitali 90+5’ | Marcatori | 90+1’ Gori |

| Arbitro: | Djurdjevic (Trieste) |

|            |           |              |
| Sounas 60’ | Marcatori | 42’ Ciuferri |

| Avellino 8 settembre 2024, ore 20:45 CEST 3ª giornata | Avellino         | 0 – 0 referto | Audace Cerignola | Stadio Partenio-Adriano Lombardi (8 000 spett.)\| Arbitro: \| Mucera (Palermo) \| |
| Arbitro:                                              | Mucera (Palermo) |               |                  |                                                                                   |

| Arbitro: | Diop (Treviglio) |

|                |           |            |
| Marranzino 88’ | Marcatori | 90+5’ Gori |

| Arbitro: | Madonia (Palermo) |

|  |           |             |
|  | Marcatori | 28’ Capanni |

| Torre del Greco 24 settembre 2024, ore 20:45 CEST 6ª giornata | Turris          | 0 – 0 referto | Avellino | Stadio Amerigo Liguori (1 807 spett.)\| Arbitro: \| Ancora (Roma 1) \| |
| Arbitro:                                                      | Ancora (Roma 1) |               |          |                                                                        |

| Arbitro: | Renzi (Pesaro) |

|                   |           |           |
| Patierno 29’, 37’ | Marcatori | 90’ Zunno |

| Arbitro: | Allegretta (Molfetta) |

|  |           |                                            |
|  | Marcatori | 45+6’, 51’ Sounas 61’ Patierno 90+2’ Russo |

| Arbitro: | Vogliacco (Bari) |

|                                                       |           |  |
| Patierno 5’, 83’ Sounas 22’, 49’ Mancini 45+2’ (aut.) | Marcatori |  |

| Arbitro: | Pezzopane (L'Aquila) |

|  |           |                                    |
|  | Marcatori | 31’ Rigione 83’ Vano 90+2’ Mutanda |

| Arbitro: | Sacchi (Macerata) |

|                                                                 |           |  |
| De Cristofaro 19’ Enrici 29’ Russo 44’, 56’ Patierno 73’, 90+2’ | Marcatori |  |

| Arbitro: | Lovison (Padova) |

|             |           |                              |
| Lescano 88’ | Marcatori | 43’ Gori 60’ (rig.) Patierno |

| Arbitro: | Mbei (Cuneo) |

|  |           |                |
|  | Marcatori | 36’ Battimelli |

| Potenza 10 novembre 2024, ore 12:30 CET 14ª giornata | Potenza             | 0 – 0 referto | Avellino | Stadio Alfredo Viviani (3 524 spett.)\| Arbitro: \| Ramondino (Palermo) \| |
| Arbitro:                                             | Ramondino (Palermo) |               |          |                                                                            |

| Arbitro: | Calzavara (Varese) |

|                        |           |                              |
| Lanini 34’ Viviani 89’ | Marcatori | 37’ Frascatore 40’ D'Ausilio |

| Arbitro: | Zanotti (Rimini) |

|                |           |                         |
| Redan 48’, 82’ | Marcatori | 40’ D'Andrea 55’ Stoppa |

| Arbitro: | Ancora (Roma 1) |

|           |           |                   |
| Yabre 37’ | Marcatori | 17’ De Cristofaro |

| Arbitro: | De Angeli (Milano) |

|                  |           |  |
| De Cristofaro 7’ | Marcatori |  |

| Arbitro: | Madonia (Palermo) |

|            |           |                                   |
| Rolando 5’ | Marcatori | 24’ Redan 47’ Patierno 90+1’ Gori |

#### Girone di ritorno
| Arbitro: | Lovison (Padova) |

|            |           |  |
| Cionek 42’ | Marcatori |  |

| Arbitro: | Di Reda (Molfetta) |

|            |           |            |
| Masala 89’ | Marcatori | 52’ Sounas |

| Arbitro: | Mastrodomenico (Matera) |

|           |           |                     |
| Volpe 78’ | Marcatori | 90+4’ De Cristofaro |

| Arbitro: | Maccarini (Arezzo) |

|                        |           |           |
| Patierno 49’ Russo 50’ | Marcatori | 62’ Fella |

| Arbitro: | Mucera (Palermo) |

|  |           |                                  |
|  | Marcatori | 15’ Patierno 49’ Gori 76’ Sounas |

| Arbitro: | Sacchi (Macerata) |

|                              |           |              |
| Lescano 1’, 66’ Tribuzzi 77’ | Marcatori | 48’ Armiento |

| Foggia 8 febbraio 2025, ore 17:30 CET 26ª giornata | Foggia    | 1 – 0 | Avellino | Stadio Pino Zaccheria |
| \| \| \| \| \| Vezzoni 38’ \| Marcatori \| \|      |           |       |          |                       |
|                                                    |           |       |          |                       |
| Vezzoni 38’                                        | Marcatori |       |          |                       |

| Avellino 16 febbraio 2025, ore 15:00 CET 27ª giornata                     | Avellino  | 2 – 1        | Crotone | Stadio Partenio-Adriano Lombardi |
| \| \| \| \| \| Rigione 36’ Patierno 90+1’ \| Marcatori \| 88’ Vinicius \| |           |              |         |                                  |
|                                                                           |           |              |         |                                  |
| Rigione 36’ Patierno 90+1’                                                | Marcatori | 88’ Vinicius |         |                                  |

| Caserta 22 febbraio 2025, ore 17:30 CET 28ª giornata              | Casertana | 1 – 2                  | Avellino | Stadio Alberto Pinto |
| \| \| \| \| \| Vano 38’ \| Marcatori \| 43’ Cagnano 48’ Enrici \| |           |                        |          |                      |
|                                                                   |           |                        |          |                      |
| Vano 38’                                                          | Marcatori | 43’ Cagnano 48’ Enrici |          |                      |

| Avellino 2 marzo 2025, ore 12:30 CET 29ª giornata            | Avellino  | 2 – 1 referto | Juventus Next Gen | Stadio Partenio-Adriano Lombardi |
| \| \| \| \| \| Lescano 3’, 30’ \| Marcatori \| 38’ Guerra \| |           |               |                   |                                  |
|                                                              |           |               |                   |                                  |
| Lescano 3’, 30’                                              | Marcatori | 38’ Guerra    |                   |                                  |

| Messina 8 marzo 2025, ore 15:00 CET 30ª giornata | Messina   | 0 – 1 referto | Avellino | Stadio San Filippo-Franco Scoglio |
| \| \| \| \| \| \| Marcatori \| 38’ Sounas \|     |           |               |          |                                   |
|                                                  |           |               |          |                                   |
|                                                  | Marcatori | 38’ Sounas    |          |                                   |

| Avellino 12 marzo 2025, ore CET 31ª giornata             | Avellino  | 2 – 0 referto | Trapani | Stadio Partenio-Adriano Lombardi |
| \| \| \| \| \| Panico 42’ Lescano 58’ \| Marcatori \| \| |           |               |         |                                  |
|                                                          |           |               |         |                                  |
| Panico 42’ Lescano 58’                                   | Marcatori |               |         |                                  |

| Taranto 16 marzo 2025, ore CET 32ª giornata | Taranto | Annullata – | Avellino | Stadio Erasmo Iacovone |

| Avellino 23 marzo 2025, ore CET 33ª giornata | Avellino  | 1 – 0 referto | Potenza | Stadio Partenio-Adriano Lombardi |
| \| \| \| \| \| Russo 76’ \| Marcatori \| \|  |           |               |         |                                  |
|                                              |           |               |         |                                  |
| Russo 76’                                    | Marcatori |               |         |                                  |

| Avellino 30 marzo 2025, ore CEST 34ª giornata                          | Avellino  | 2 – 1      | Benevento | Stadio Partenio-Adriano Lombardi |
| \| \| \| \| \| 49’ Armellino 77’ Palumbo \| Marcatori \| 64’ Pinato \| |           |            |           |                                  |
|                                                                        |           |            |           |                                  |
| 49’ Armellino 77’ Palumbo                                              | Marcatori | 64’ Pinato |           |                                  |

| Catania 6 aprile 2025, ore CEST 35ª giornata | Catania | – | Avellino | Stadio Angelo Massimino |

| Avellino 13 aprile 2025, ore CEST 36ª giornata | Avellino | – | Monopoli | Stadio Partenio-Adriano Lombardi |

| Potenza 20 aprile 2025, ore CEST 37ª giornata | Sorrento | – | Avellino | Stadio Alfredo Viviani |

| Avellino 27 aprile 2025, ore CEST 38ª giornata | Avellino | – | Team Altamura | Stadio Partenio-Adriano Lombardi |

### Coppa Italia
| Arbitro: | Lovison (Padova) |

|                                  |           |             |
| Tribuzzi 2’ 66’ Frascatore 45+1’ | Marcatori | 21’ Piscopo |

| Arbitro: | Scatena (Avezzano) |

|                                                    |           |  |
| Brenner 41’ Thauvin 50’ (rig.) Lucca 58’ Davis 87’ | Marcatori |  |

## Statistiche

### Statistiche di squadra
Statistiche aggiornate al 7 ottobre 2024
| Competizione         | Punti         | In casa | In casa | In casa | In casa | In casa | In casa | In trasferta | In trasferta | In trasferta | In trasferta | In trasferta | In trasferta | Totale | Totale | Totale | Totale | Totale | Totale | D.R. |
| Competizione         | Punti         | G       | V       | N       | P       | Gf      | Gs      | G            | V            | N            | P            | Gf           | Gs           | G      | V      | N      | P      | Gf     | Gs     | D.R. |
| -------------------- | ------------- | ------- | ------- | ------- | ------- | ------- | ------- | ------------ | ------------ | ------------ | ------------ | ------------ | ------------ | ------ | ------ | ------ | ------ | ------ | ------ | ---- |
| Serie C              | 49            | 13      | 8       | 3       | 2       | 25      | 9       | 14           | 5            | 7            | 2            | 22           | 13           | 27     | 13     | 10     | 4      | 47     | 22     | +25  |
| Coppa Italia         | Trentaduesimi | 1       | 1       | 0       | 0       | 3       | 1       | 1            | 0            | 0            | 1            | 0            | 4            | 2      | 1      | 0      | 1      | 3      | 5      | -2   |
| Coppa Italia Serie C | Quarti        | 1       | 0       | 1       | 0       | 1       | 1       | 2            | 1            | -            | 1            | 4            | 5            | 3      | 1      | 1      | 1      | 5      | 6      | -1   |
| Totale               | 49            | 15      | 9       | 4       | 2       | 29      | 11      | 17           | 6            | 7            | 4            | 26           | 22           | 32     | 15     | 11     | 6      | 55     | 33     | +22  |

### Andamento in campionato
| Giornata  | 1  | 2  | 3  | 4  | 5  | 6  | 7  | 8  | 9 | 10 | 11 | 12 | 13 | 14 | 15 | 16 | 17 | 18 | 19 | 20 | 21 | 22 | 23 | 24 | 25 | 26 | 27 | 28 | 29 | 30 | 31 | 32 | 33 | 34 | 35 | 36 | 37 | 38 |
| --------- | -- | -- | -- | -- | -- | -- | -- | -- | - | -- | -- | -- | -- | -- | -- | -- | -- | -- | -- | -- | -- | -- | -- | -- | -- | -- | -- | -- | -- | -- | -- | -- | -- | -- | -- | -- | -- | -- |
| Luogo     | T  | C  | C  | T  | C  | R  | C  | T  | C | T  | C  | T  | R  | T  | T  | C  | T  | C  | T  | C  | T  | T  | C  | T  | R  | T  | C  | T  | C  | T  | C  | R  | C  | C  | T  | C  | T  | C  |
| Risultato | P  | N  | N  | N  | P  | -  | V  | V  | V | V  | V  | V  | -  | N  | N  | N  | N  | V  | V  | V  | N  | N  | V  | V  | -  | P  | V  | V  | V  | V  | V  | -  | V  | V  | V  | V  | V  | V  |
| Posizione | 18 | 14 | 13 | 13 | 16 | 17 | 14 | 11 | 7 | 4  | 3  | 2  | 3  | 2  | 2  | 5  | 6  | 3  | 1  | 1  | 2  | 2  | 1  | 1  | 2  | 2  | 2  | 2  | 2  | 2  | 2  | 2  | 1  | 1  | 1  | 1  | 1  | 1  |

Legenda:

Luogo: C = Casa; T = Trasferta. Risultato: V = Vittoria; N = Pareggio; P = Sconfitta.

### Statistiche dei giocatori
Sono in corsivo i calciatori che hanno lasciato la società a stagione in corso.
| Giocatore | Serie C  | Serie C | Serie C     | Serie C    | Coppa Italia | Coppa Italia | Coppa Italia | Coppa Italia | Coppa Italia Serie C | Coppa Italia Serie C | Coppa Italia Serie C | Coppa Italia Serie C | Totale   | Totale | Totale      | Totale     |
| Giocatore | Presenze | Reti    | Ammonizioni | Espulsioni | Presenze     | Reti         | Ammonizioni  | Espulsioni   | Presenze             | Reti                 | Ammonizioni          | Espulsioni           | Presenze | Reti   | Ammonizioni | Espulsioni |
| --------- | -------- | ------- | ----------- | ---------- | ------------ | ------------ | ------------ | ------------ | -------------------- | -------------------- | -------------------- | -------------------- | -------- | ------ | ----------- | ---------- |